# George Clifton Peters
George Clifton Peters, avstralski častnik, vojaški pilot in letalski as, * 6. maj 1894, Adelaide, † 29. september 1959.  	
Nadporočnik Peters je v svoji vojaški karieri dosegel 7 zračnih zmag.

## Odlikovanja
- Distinguished Flying Cross (DFC)